# Мэри и великан
«Мэри и великан» (англ. Mary and the Giant) — ранний не научно-фантастический роман американского писателя Филипа К. Дика, написанный между 1953 и 1955 годами, но издан был только в 1987 году издательством Arbor House.
Роман повествует об астеничной девушке из неблагополучной семьи, которая постоянно тянется ко взрослым мужчинам, не задерживается на работах в связи с достаточно вздорным нравом и в свободное время проводит с неграми и музыкантами в местном околоджазовом баре. Бросив очередную работу, она устраивается в новый магазин пластинок, владельцу которого почти 60.

## О романе

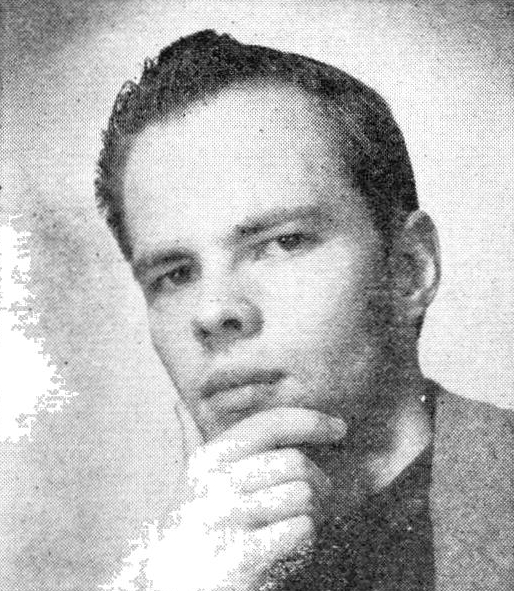
Филип Дик в 1953 году

Одно время Дик пробовал себя в качестве писателя-реалиста, и данный роман относится именно к этому периоду. Поздний выход романа обусловлен тем, что многие издательства не принимали тогда «серьёзные» работы писателя, однако после написания «Солнечной лотереи» такие издательства как Ace Books начинают выпускать его романы и, как следствие, Дик обретает популярность.
Роман «Мэри и великан» один из немногих работ писателя, выпущенные после его смерти. Столь поздний выпуск ранее неизданных работ обусловлен нахлынувшей популярностью и всеобщей известностью, после того как на киноэкраны выходит фильм снятый по роману Филипа Дика «Мечтают ли андроиды об электроовцах?» Ридли Скотта.
Сам Дик однажды описал роман так: «пересказ Моцартовского Дон Жуана с Шиллингом, соблазненным и уничтоженным молодой женщиной».

## Сюжет
В 1953 году Джозеф Шиллинг приезжает в Пасифик-парк, Южная Калифорния. Он открывает небольшой музыкальный магазин, а позже к нему присоединяются Дэнни и Бет Кумбс. Мэри Энн Рейнольдс также проходит собеседование для работы в магазине, но передумывает там работать после того, как Шиллинг начинает её трогать. После того как она уходит из дома Карлтон Туини, афро-американский лаундж-певец (и её любовник) находит ей новый дом. Однако, Бет уже переспала с Джозефом и теперь решила переключиться на Карлтона. Спровоцированный её романом, Дэнни пытается застрелить Карлтона, но вместо этого погибает сам. Карлтон и Мэри Энн расстаются, и она решает всё-таки работать на Шиллинга, а также вступать с ним в половую связь, несмотря на разницу в 40 лет. Он помогает ей снять и отремонтировать собственную квартиру, но Мэри Энн решает жить в полуразрушенном афроамериканском районе. В эпилоге она вышла замуж за Пола Нитца, пианиста, который работает с Карлтоном.